# 奧西 (密蘇里州)
奧西（英語：Ocie）是位於美國密蘇里州歐扎克縣的非建制地區。

## 歷史
奧西的郵局於1908年設立，其後於1982年停運。

## 地理
奧西所處的海拔為高於海平面227米（即745英呎），而該地所採用的時區為UTC-6，即北美中部時區（CST）。同時該地設有夏令時間，為UTC-6調快一小時，即UTC-5（CDT）。